# Euphorbia fulgens
Espèce
Classification phylogénétique
Euphorbia fulgens est une espèce de plantes à fleurs de la famille des Euphorbiaceae. C'est un arbuste endémique du Mexique.

## Description
C'est un arbuste à feuilles caduques atteignant une taille de 1 à 1,5 m de haut. Ses tiges sont lisses, longues, brillantes et cambrées. Les feuilles sont lancéolées, de 7 à 13 cm de long et de 1,2 à 2,5 cm de large, étroites pointues, entières, aux pétioles vert foncé. Les fleurs sont des cyathes qui se présentent en ombelles axillaires.

## Usages
E. Fulgens est cultivée comme plante d'intérieur. Elle peut fleurir durant toute l'année, avec des soins appropriés. Ses tiges coupées sont très décoratives et peuvent être utilisés en arrangement floral. La plante perd ses feuilles en hiver, ou dès l'automne si elle manque d'humidité ou est exposée au froid.

## Taxonomie
Euphorbia fulgens a été décrite par Karw. ex Klotzsch et publié dans Allgemeine Gartenzeitung 2: 26. 1834. 1

### Étymologie
- Euphorbia : le nom générique vient du médecin grec du roi Juba II de la Mauritanie (52-50 un C.. - 23 ), Euphorbius, en son honneur - ou en référence à son gros ventre - qui faisait un usage médicinal de l'espèce Euphorbia resinifera . En 1753 Linné attribue ce nom à l'ensemble du genre[3].

- fulgens : épithète latine qui signifie « brillant »[4].

### Synonymie
- Euphorbia jacquiniiflora Neumann
- Euphorbia jacquiniiflora Crochet.
- Trichosterigma fulgens (Karw. ex Klotzsch) Klotzsch & Garcke[5],[6].